# علی‌اصغر حلبی
علی‌اصغر حلبی (زادهٔ ۱۳۲۳) نویسنده و استاد دانشگاه ایرانی است.

### نوشته
- سه فیلسوف
- تاریخ سیر فلسفه در اروپا
- تاریخ علم کلام در ایران و جهان اسلام
- تاریخ فلاسفه ایرانی از آغاز اسلام تا امروز
- تاریخ فلسفه در ایران و جهان اسلامی
- تاریخ نهضت‌های دینی سیاسی معاصر
- تاریخ طنز و شوخ‌طبعی در ایران و جهان اسلامی تا روزگار عبید زاکانی
- مبانی اندیشه‌های سیاسی در ایران و جهان اسلام
- تأثیر قرآن و حدیث در ادبیات فارسی
- شرح مثنوی
- زاکانی‌نامه
- معجزهٔ ایرانی بودن

### ترجمه
- تفسیر مفاتیح الغیب، امام فخر رازی
- تاریخ مختصر فلسفه در اروپا، آلبرت آوی
- افسانه‌های ازوپ، ازوپ
- نه داستان، ولتر
- تذهیب‌الاخلاق، ابن مسکویه رازی
- تهافت‌الفلاسفه، غزالی
- فلسفهٔ معاصر، فردریک کاپلستون

### تصحیح
- اخلاق‌الاشراف، عبید زاکانی

### دیگر
- عمو جمال: نامه‌های سیّد محمّدعلی جمالزاده به علی‌اصغر حَلَبی، به کوششِ مهناز صفایی